# 朴禮京
朴禮京（韓語：박예경），韓國電視劇編劇。

## 作品

### 電視劇
- 2010年：SBS《唐突的女人》
- 2011年：SBS《我的女兒是花兒》
- 2013年：SBS《熱愛》
- 2014年：SBS《只屬於我的你》
- 2015年：SBS《魔女之城》

## 外部連結
- NAVER搜索